# 콩테 (치즈)
콩테(프랑스어: comté)는 프랑스의 프랑슈콩테 지방에서 생산하는 소젖 치즈이다.